# Jeeves and Wooster
Jeeves and Wooster est une série télévisée humoristique britannique en 23 épisodes de 55 minutes, créée par Clive Exton d'après les personnages de P.G. Wodehouse et diffusée entre le 22 avril 1990 et le 20 juin 1993 sur ITV1.
Cette série est inédite dans tous les pays francophones.

## Synopsis
Cette série met en scène les mésaventures de Bertram « Bertie » Wooster, un aristocrate un peu benêt qui a pour habitude de se retrouver dans des situations impossibles. Heureusement, son fidèle majordome, Jeeves, est toujours là pour lui sauver la mise...

## Distribution
- Stephen Fry : Jeeves
- Hugh Laurie : Bertram « Bertie » Wooster
- Robert Daws (en) : Hildebrand « Tuppy » Glossop
- Adam Blackwood : Cyril « Barmy » Fotheringay-Phipps (saison 1)
- Martin Clunes (en) : Cyril « Barmy » Fotheringay-Phipps (saison 2)
- Richard Dixon : Alexander « Oofy » Prosser (saisons 1, 2 et 4)
- Mary Wimbush (en) : tante Agatha (saisons 1 à 3)
- Elizabeth Spriggs : tante Agatha (saison 4)
- Brenda Bruce : tante Dahlia (saison 1)
- Vivian Pickles : tante Dahlia (saison 2)
- Patricia Lawrence (en) : tante Dahlia (saison 3)
- Jean Heywood : tante Dahlia (saison 4)
- Richard Garnett : Augustus « Gussie » Fink-Nottle (saisons 1 et 2)
- Richard Braine (en) : Augustus « Gussie » Fink-Nottle (saisons 3 et 4)
- Francesca Folan : Madeline Bassett (saison 1)
- Diana Blackburn : Madeline Bassett (saison 2)
- Elizabeth Morton (en) : Madeline Bassett (saisons 3 et 4)
- John Turner (en) : Roderick Spode (saisons 2 à 4)
- John Woodnutt : Watkyn Bassett

## Épisodes

### Première saison (1990)
1. In Court After the Boat Race
2. Bertie Is in Love
3. The Village Sports Day at Twing
4. How Does Gussie Woo Madeline?
5. Will Anatole Return to Brinkley Court?

### Deuxième saison (1991)
1. The Silver Jug
2. The Bassetts' Fancy Dress Ball
3. The Con
4. Chuffy
5. The Mysterious Stranger
6. Wooster with a Wife?

### Troisième saison (1992)
1. Safety in New York
2. Bertie Ensures Bicky Can Continue to Live in Manhattan
3. Cyril and the Broadway Musical
4. Bertie Takes Gussie's Place at Deverill Hall
5. Sir Watkyn Bassett's Memoirs
6. Aunt Dahlia, Cornelia and Madeline

### Quatrième saison (1993)
1. Return to New York
2. Lady Florence Craye Arrives in New York
3. Honoria Glossop Turns Up
4. Arrested in a Night
5. Totleigh Towers
6. The Ex's Are Nearly Married Off

## Commentaires
Le personnage de Jeeves est très populaire au Royaume-Uni. Il a d'ailleurs donné naissance au moteur de recherche Ask Jeeves.

### Lieux de tournage
- Highclere Castle, Hampshire, Royaume-Uni
- Gaddesden Place, Hemel Hempstead, Hertfordshire, Royaume-Uni
- Victoria Hotel, Sidmouth, Devon, Royaume-Uni